# 오산종합운동장 보조경기장
오산종합운동장 보조경기장(烏山州綜合運動場補助競技場, Osan Auxiliary Stadium)은 대한민국 경기도 오산시에 있는 스포츠 시설이다. 인조잔디 필드가 갖춰진 축구 경기장이며, 2010년 5월에 준공되었다.

## 참고 문헌
- “오산종합운동장”. 오산시시설관리공단. 2020년 4월 11일에 원본 문서에서 보존된 문서. 2020년 4월 11일에 확인함.
- 〈오산종합운동장〉. 《두피디아》. 두산.
- 《전국 공공체육 시설 현황 (2017년말 기준)》. 대한민국 문화체육관광부. 2019.

## 같이 보기
- 오산종합운동장